# Politbüro
Politbüro (von russisch политбюро politbjuro) oder Politisches Büro des Zentralkomitees ist die Bezeichnung für das höchste politische Führungsgremium von Kommunistischen Parteien. Von 1952 bis 1966 wurde es in der Sowjetunion als Präsidium bezeichnet und in Rumänien von Juli 1965 bis Dezember 1989 als Politisches Exekutivkomitee. Seine Mitglieder (zwischen 5 und 40) werden vom Zentralkomitee (ZK) der jeweiligen Parteien gewählt. Mitglieder sind zumeist Sekretäre des Zentralkomitees, regionale Parteiführer und Regierungsvertreter wie Ministerpräsidenten und Minister, sofern die kommunistische Partei in der Regierung ist. Es gibt stimmberechtigte Vollmitglieder und nicht stimmberechtigte Kandidaten, die an Sitzungen teilnehmen können.

## Auftrag und Leitung
Das Politbüro leitet die Arbeit der Partei zwischen den Plenartagungen des ZK. Es ist das eigentliche politische Machtzentrum der Partei und in Staaten, wo diese an der Macht ist, oft auch das Machtzentrum dieser Staaten selbst. In sozialistischen Staaten hat es daher Weisungsbefugnisse gegenüber den jeweiligen Regierungen der Staaten in allen wichtigen Aufgaben, vor allem in der Wirtschafts-, der Außen- und einer tiefgreifenden lenkenden Medienpolitik, die sich über Fragen der Zensur, eines staatlichen Rundfunks, staatlich gelenkter Nachrichtenagenturen und seit Ende des 20. Jahrhunderts auch über die Kontrolle des Internets erstrecken kann.
Es wird als Kollektivorgan von einem mächtigen Ersten Sekretär oder einem Generalsekretär geleitet. Im Politbüro der Kommunistischen Partei der Sowjetunion war die Bezeichnung von 1952 bis 1966 Erster Sekretär, davor und danach Generalsekretär. In der SED gab es von 1949 bis 1950 einen Parteivorstand mit einem Politbüro (zuvor von 1946 bis 1949 das Zentralsekretariat) und dann ein Politbüro des Zentralkomitees mit einem Ersten Sekretär und ab 1976 einem Generalsekretär.
Die Arbeit des Politbüros soll durch das Sekretariat des Zentralkomitees unterstützt werden. Praktisch wurde das Politbüro zu verschiedenen Zeiten und in verschiedenen Parteien auch vom Sekretariat dominiert. Es ist im Organgefüge grob vergleichbar mit dem Präsidium anderer Parteien.

## Formaler Wahl- und Kontrollanspruch und tatsächliche Praxis
Das Politbüro wird vom Zentralkomitee (ZK) der Partei gewählt und kontrolliert. Praktisch beruhten die meisten Abstimmungen im ZK auf Vorschlägen des Politbüros. Abweichende Vorschläge waren unüblich, da sogenannte „Fraktionsbildungen“ in den Gremien der Partei als Subversion und parteischädigendes Verhalten angesehen wurden, das von den jeweiligen Parteien mit Entschiedenheit durch Sanktionen verfolgt wurde.